# The Crystal Palace
The Crystal Palace (El Palacio de Cristal) fue una edificación de hierro fundido y cristal construida en el Hyde Park, en Londres (Inglaterra), con motivo de la Gran Exposición mundial de 1851. Su planta, formada por la nave principal y unas galerías longitudinales, medía 563,25 m x 124,35 m.
Después de la exposición, el edificio fue trasladado a un distrito contiguo en el sur de Londres donde permaneció desde 1854 hasta su destrucción en un incendio el 30 de noviembre de 1936.

... en 1851 se celebra en Londres la primera Exposición Universal. Con motivo de dicha Exposición se construye el magnífico Crystal Palace, que constituye una auténtica síntesis arquitectónica de la Revolución Industrial por cuanto utiliza el hierro y el vidrio a gran escala, con una lógica aditiva modular, realizando la estandarización de componentes propia del nuevo sistema productivo industrial. Como también, con su gran cantidad de vidrio, trata un elemento como la incidencia de la luz de manera diferente a cualquier otro edificio de esa epoca. Además de esto, se trata de la mayor estructura metálica construida tras el inicio de la Revolución Industrial inaugurando el gigantismo arquitectónico propio de las Exposiciones Universales del s. XIX.

## El edificio

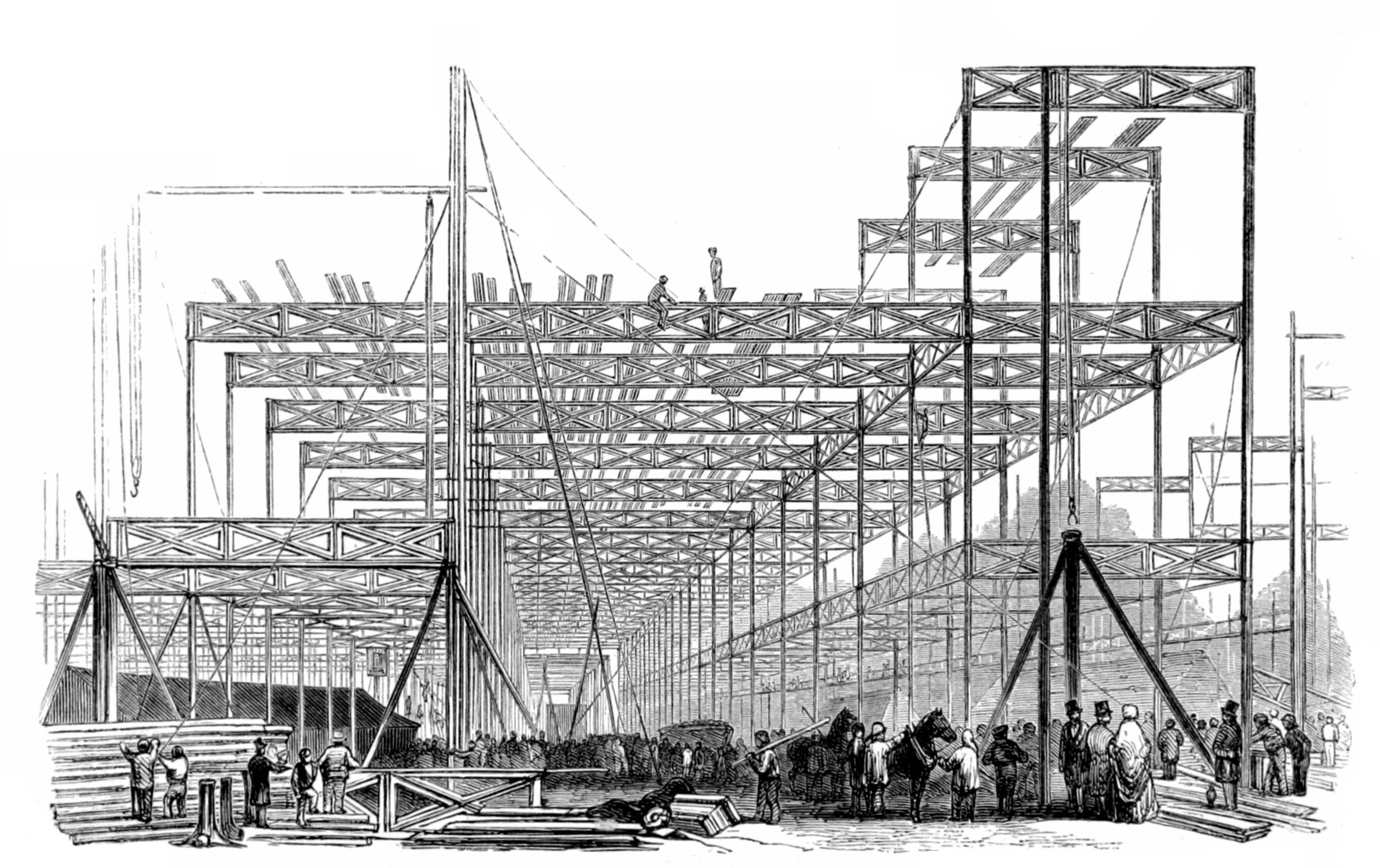
Construcción y estructura

El edificio fue diseñado por Joseph Paxton en 1851. Entre el 1 de mayo y el 11 de octubre de 1851, albergó la Gran Exposición Mundial en Londres. El concepto sobre el que se basa el proyecto está directamente influenciado por la amplia experiencia que poseía Joseph Paxton como diseñador y constructor de invernaderos.  La estructura de hierro y cristal de esta construcción, parecía flotar en el aire a ojos de los espectadores. Se trataba de una estructura gigantesca como pocas en aquel entonces y parecía estar constantemente al borde del colapso debido a su esbelta estructura. Sin embargo se trataba de un edificio para demostrar poder, la última tecnología del imperio.
Compuesto por una enorme galería abierta que corría a lo largo del eje principal, con alas que se extendían a ambos lados. El espacio principal de exhibición tenía dos pisos de altura. La mayor parte del edificio tenía un techo de perfil plano, excepto el crucero central, que estaba cubierto por un techo de bóveda de cañón de 22 m de ancho que se elevaba a 51 m de altura en la parte superior del arco.

## Paisaje
La obra se edificó sobre Hyde Park, Londres, considerado uno de los cuatro parques reales de Reino Unido. Es el más grande con 1.420.000 m², y constituye un gran pulmón de la ciudad.

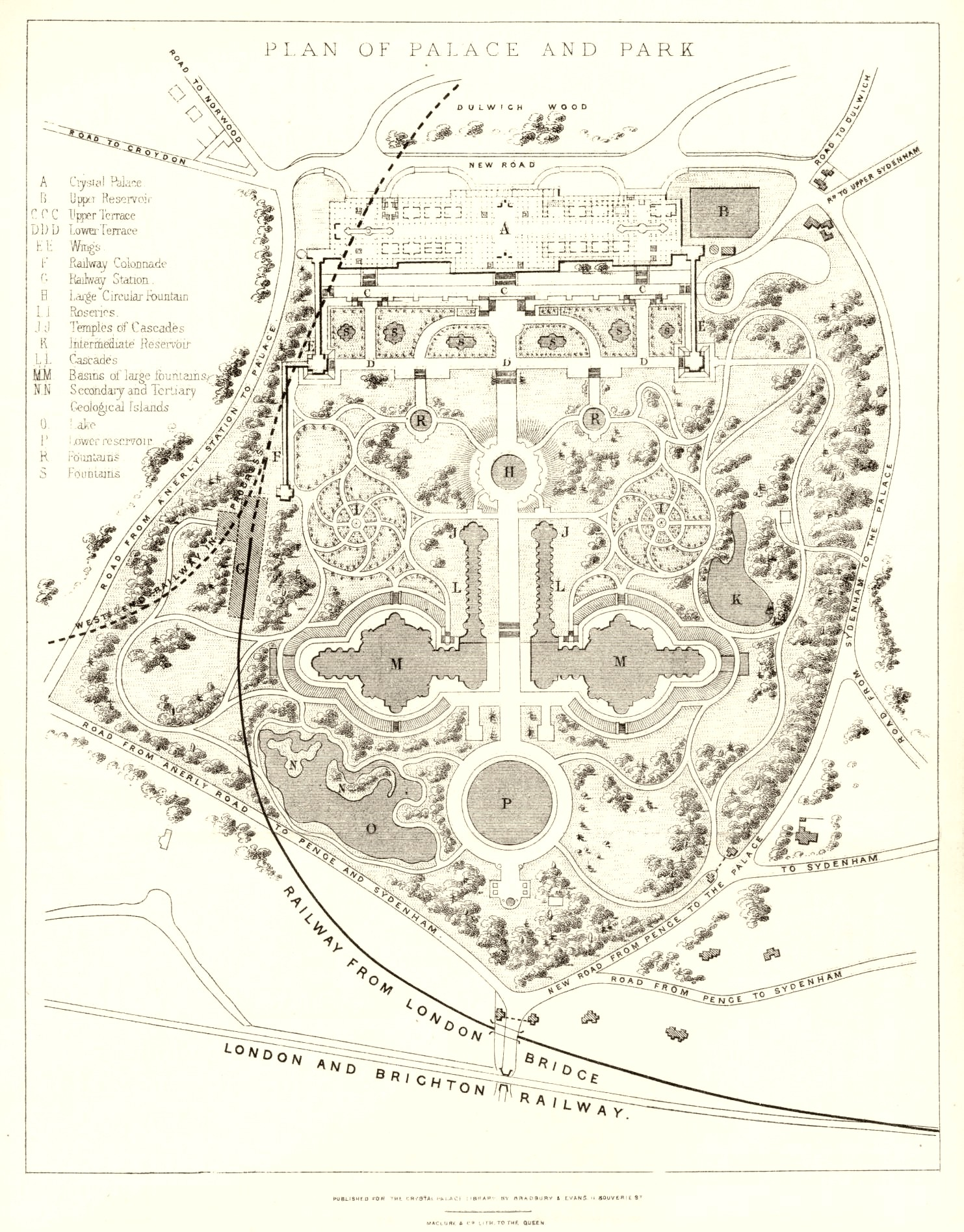
Implantación del Palacio de Cristal en Hyde Park

Joseph Paxton, quien diseño el Palacio, empleó sus conocimientos como reconocido jardinero de lujosos jardines, y optó por buscar generar un fuerte vínculo entre la obra y el paisaje que lo rodeaba.
El invernadero destinado a conservar las temperaturas de confort para las personas; logró, además, dada su transparencia, alcanzar cierta apertura hacia el exterior. Las fachadas vidriadas permitieron las visuales hacia el parque; pero desde el exterior, el palacio conservo su privacidad al reflejarse el sol sobre los vidrios, evitando las transparencias del material y dando una sensación de mayor extensión del parque.
Fue considerado revolucionario, por ser un edificio monumental que se desplazó hacia el exterior, permitiendo dar pie a que los edificios de gran tamaño, los cuales en su época se caracterizaban como robustos y cerrados, empezara a abrirse hacia el paisaje, manteniendo una relación con el exterior.
La sensación de continuidad entre el interior y el exterior le dio cierta importancia a Hyde Park con respecto al Palacio, dado que el parque se convertiría en un espacio donde los visitantes del palacio permanecerían y recorrerían. Logró a partir de esta apertura hacia el exterior realzar la importancia del paisaje en relación con la arquitectura, compartiendo su pasión de los jardines.

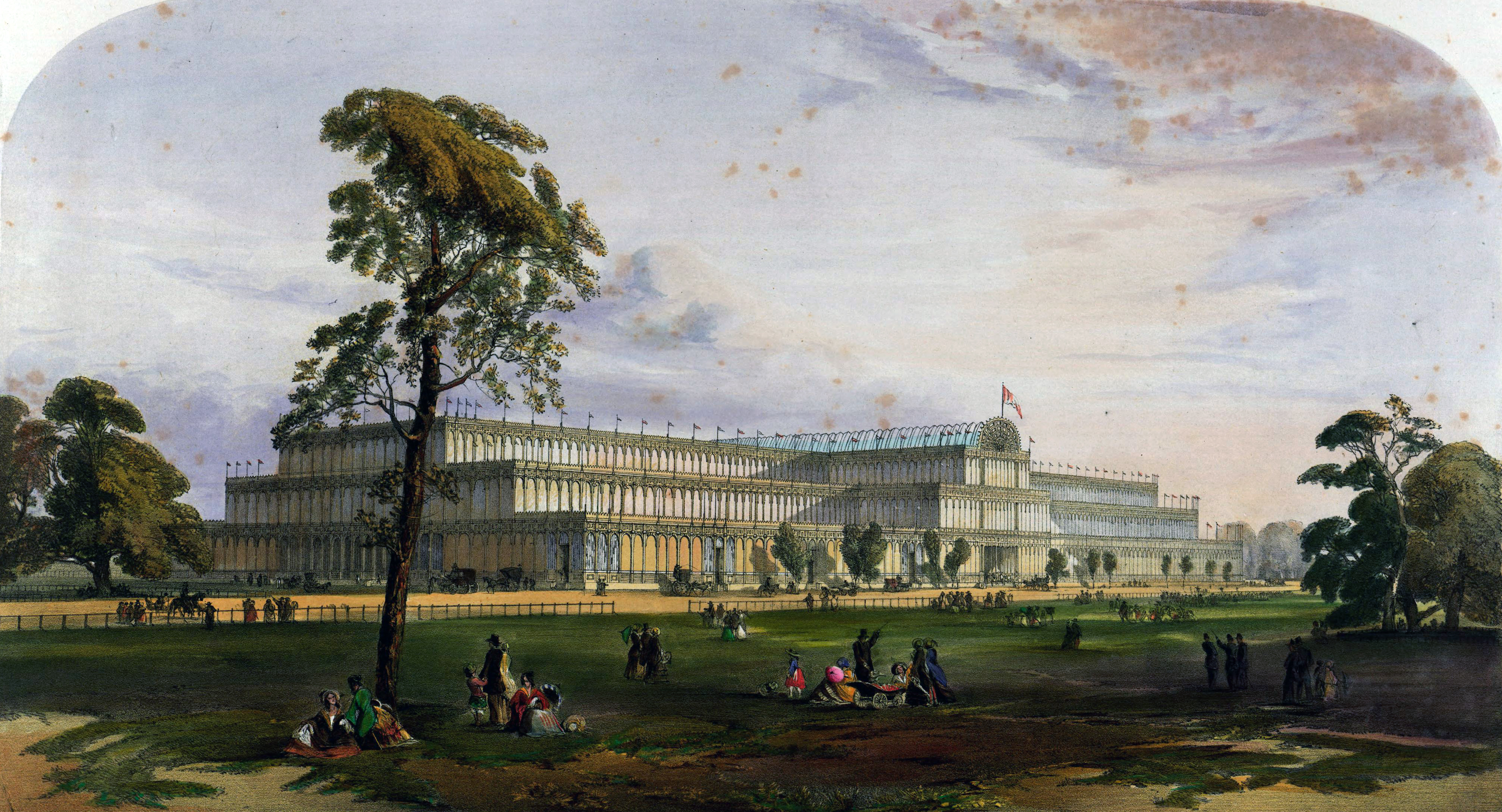
Crystal Palace

La Reina Victoria el día de la apertura del Palacio de Cristal:
“Este día es uno de los más grandes y gloriosos de nuestras vidas… Es un día que hace que mi corazón se llene de gratitud… El parque presentó un espectáculo maravilloso, multitudes que corrían a través de él, carruajes y tropas pasando. El Green Park y Hyde Park eran una masa de seres humanos densamente abarrotados, en el más alto buen humor… antes de que nos acercáramos al Palacio de Cristal, el sol brillaba y resplandecía sobre el gigantesco edificio, sobre el cual ondeaban las banderas de todas las naciones”

## El Crystal Palace en la cultura popular

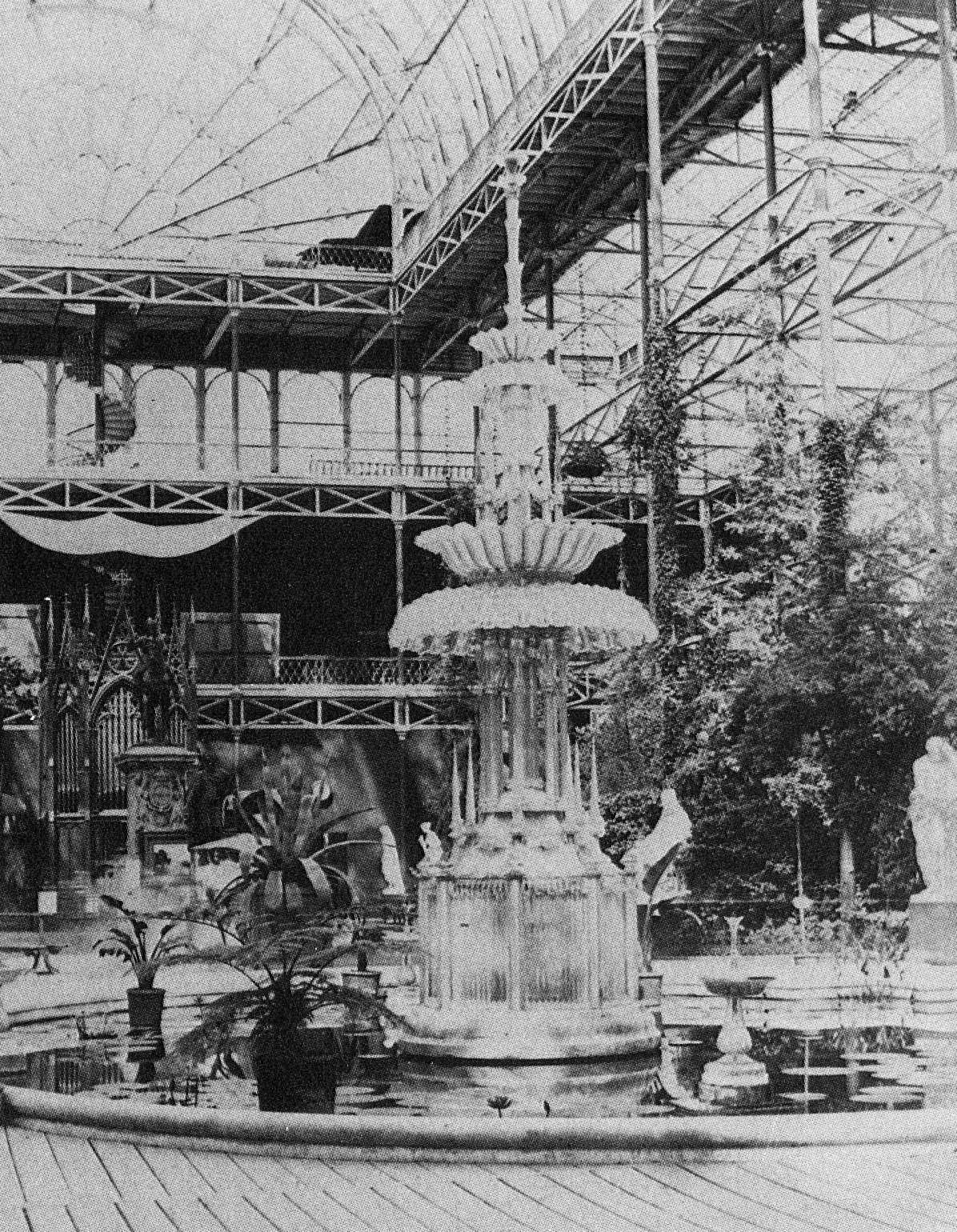
Fuente de Cristal en el interior.

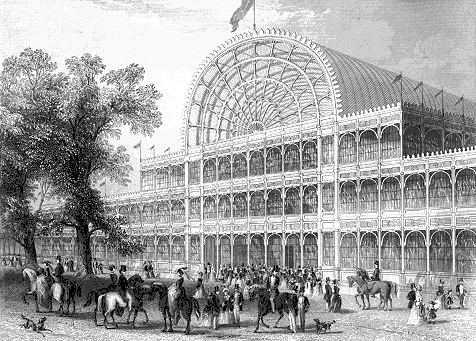
Fachada principal

El Palacio de Cristal británico causó enorme impresión en los visitantes, que en su mayoría provenían del resto de Europa. Su innovador diseño y los efectos visuales de una construcción de paredes de cristal lo convirtieron en un símbolo popular de modernidad y civilización, admirado por unos y denostado por otros.
- El autor francés Valery Larbaud escribió una breve reseña de sus impresiones acerca del Palacio de Cristal.
- En su obra ¿Qué se puede hacer?, el escritor y filósofo ruso Nikolái Chernyshevski abogaba por transformar la sociedad en un palacio de cristal por medio de la revolución socialista, elogiando al Palacio como emblema del triunfo total de la razón humana y alabando su aspecto casi etéreo.

- Fiódor Dostoyevski respondió a Chernyshevski en Memorias del subsuelo.[5] Dostoyevski afirma que la naturaleza humana "prefiere el caos y la destrucción antes que la armonía artificial que simboliza el Palacio de Cristal".
- El Palacio (o una estructura similar) aparecía en la película de animación Steamboy, y también en la serie de anime Eikoku Koi Monogatari Emma.
- El Crystal Palace es la localización elegida por Jonathan Stroud para el desenlace del libro de fantasía Ptolemy's Gate.
- El escritor italiano Alessandro Baricco mencionaba el Crystal Palace en su novela Tierras de cristal, mezclando hechos reales y ficticios.
- El filósofo alemán Peter Sloterdijk utiliza el Crystal Palace como una metáfora[6] de la civilización occidental.
- El rascacielos Torre Swiss Re de Londres, diseñado por Norman Foster, es conocido como The Crystal Phallus (el falo de cristal), en clara alusión al palacio.
- La novela Castelli do Rabbia de Alessandro Baricco tiene entre sus temas el trabajo de Horeau en torno al Crystal Palace.
- El final de una de las tramas del manga Kuroshitsuji (un concurso de curry) tiene lugar dentro del Crystal Palace, así como la parte principal de la historia del segundo musical basado en este manga.
- El equipo de fútbol inglés Crystal Palace Football Club debe su nombre a la edificación, pues además fue fundado por sus custodios en 1905.
- Es el escenario principal del cuarto aniversario, del servidor chino, del Juego Identity V.
- En Victoria (serie de televisión) se hace de la construcción del edificio una línea argumental en tres episodios en la tercera temporada (2018)Olmo en el interior de la galería

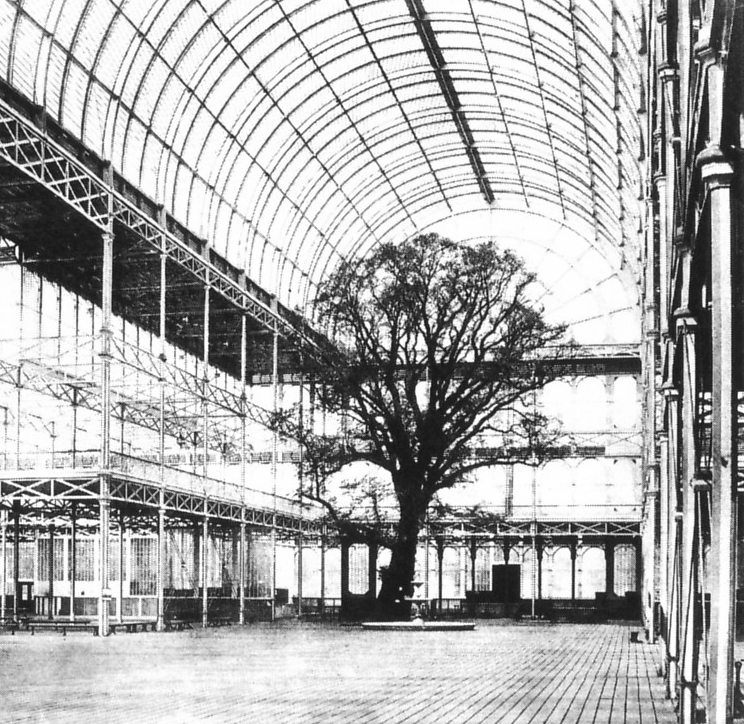
Olmo en el interior de la galería

## Enlaces externos

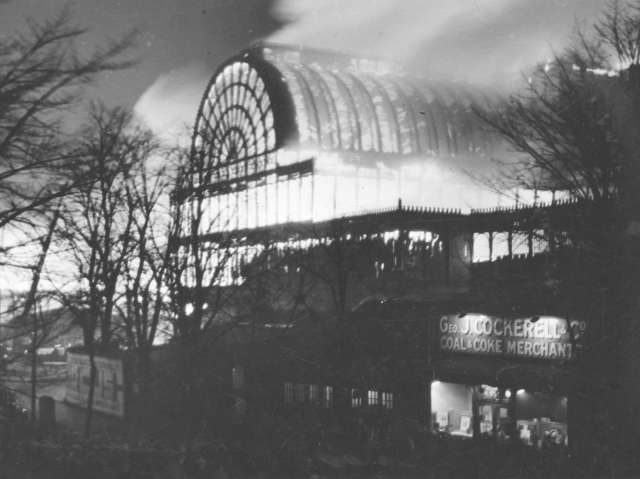
El Crystal Palace en llamas, 1936